# Diaspora serbe en Allemagne
 (août 2014).
Si vous disposez d'ouvrages ou d'articles de référence ou si vous connaissez des sites web de qualité traitant du thème abordé ici, merci de compléter l'article en donnant les références utiles à sa vérifiabilité et en les liant à la section « Notes et références ».

Répartition de la diaspora Serbe en Allemagne en 2021

La diaspora serbe d'Allemagne est le nom employé pour désigner l'ensemble des personnes d'origine, de culture ou de nationalité serbe présents en Allemagne.  
Si le monde germanique commence dès les années 1950 à devenir une terre d'asile politiques pour les Serbes fuyant la Yougoslavie communiste de Josip Broz Tito, la plupart d'entre eux ont immigré en RFA durant les années 1970 et 1980. Cette communauté y fonde alors les premières paroisses orthodoxes. Pour la plupart, ils sont alors déclarés comme immigrés par le gouvernement de RFA. À la fin du XXe siècle, on dénombre, toutes générations confondues, environ 700 000 Serbes en Allemagne, ce qui en fait la deuxième communauté étrangère la plus représentée dans le pays, après les Turcs. 
Dans une moindre mesure, la diaspora serbe s'établit également dans les autres pays germanophones : Autriche, Suisse et Liechtenstein, ce qui porterait à environ 1 million le nombre de Serbes installés dans les pays germaniques.

## Personnalités notables
- Vasilije Stojanović Vasa (né en 1955), sculpteur et peintre